# Рибинське водосховище
Рибинське водосховище (рос. Рыбинское водохранилище) — велике штучне озеро на річці Волга та її притоках Шексні і Молога.
Утворено водопідпорними спорудами Рибинського гідровузла, розташованого в північній частині Рибинська, які перекривають річища двох річок: Волги і Шексни. Гідровузол охоплює споруду Рибінської ГЕС потужністю 346 МВт (спочатку 330 МВт), збудовану на старому річищі Шексни; земляні руслові греблі та сполучні греблі, бетонну водозливну греблю і двонитковий шлюз, споруджений на річищі Волги. Значення водосховища: судноплавство, рибальство.
Близько 17 тисяч років тому на місці Рибінського водосховища було льодовикове озеро. Поступово воно обміліло, і виникла велика Молого-Шекснінська низовина.

## Будівництво
Рибінське водосховище планувалося як найбільше за площею штучне озеро у світі.
Будівництво Рибінського гідровузла почалося у 1935, біля села Перебори вище місця впадання Шексни у Волгу. Восени 1940 русло Волги перекрили, 13 квітня 1941 почалося наповнення чаші водосховища. Для завершення роботи довелося переселити на нові місця 130 000 осіб — жителів 663 селищ і міста Молога, затоплено три чверті території Весьєгонська. Заповнення тривало до 1947. У тому числі було затоплено 3645 км² лісів. На дні Рибінського водосховища покояться села, кладовища і навіть цілі села з церквами. В основному такі підводні села розташовані поблизу пошехонських і брейтовських берегів.
Після наповнення чаші Рибінського водосховища пішла під воду і була вилучена з господарського обороту восьма частина ярославської землі, у тому числі 80 тисяч га найкращих у Поволжі заплавних лук, трави яких за своєю якістю не поступалися травам з альпійських лук, понад 70 тис. га століттями оброблюваної ріллі, понад 30 тис. га високопродуктивних пасовищ, понад 250 тис. га грибних і ягідних лісів.

## Сучасний стан
Береги Рибінського водосховища переважно низькі, на його узбережжя тягнуться сирі луки, ліси, болота. Лише місцями по долинах затоплених річок можна зустріти обриви, порослі соснами. Висота хвиль сягає двох метрів. З появою Рибінського водосховища клімат в прилеглих до нього районах змінився. Літо стало більш вологим і прохолодним, перестали визрівати пшениця і льон. На зиму водосховище замерзає. Лід тримається з середини листопада до початку травня. Середня товщина льоду сягає 60-70 сантиметрів. Від північно-західної частини берега Рибінського водосховища досить часто відриваються великі пласти торфу, порослі рослинністю і навіть дрібними деревами. Вони автономно плавають по всій акваторії, створюючи мінібіосистеми.
Судовий фарватер йде далеко від берегів. Навігація триває в середньому 190 днів. Порти: Череповець — при впадінні у водосховищі річки Шексни, Вес'єгонськ — при впадінні річки Молога. Через Шексну водосховище пов'язано з Волго-Балтійської водяною системою.
Рибінське море — велетенська лабораторія Інституту біології внутрішніх вод РАН. У північно-західній його частині розташований Дарвінський заповідник, що спеціалізується на дослідженнях з впливу водосховища на природні комплекси південної тайги.